# اینجا و جایی دیگر
اینجا و جایی دیگر (فرانسوی: Ici et Ailleurs‎) فیلمی مستند است که در سال ۱۹۷۶ منتشر شد.